# Introiezione
In psicologia l’introiezione è la caratteristica umana di incorporare pensieri, sentimenti e atteggiamenti altrui.

## Descrizione
Nella prospettiva affettiva dell'empatia, in cui è prevalente il tema della differenziazione tra sé e altro, diventa centrale il meccanismo di introiezione, come pure quello di proiezione. Nella relazione tra sé e un altro, l'introiezione comporta una permeabilità ai vissuti altrui ed una ricettività nei loro confronti. La disponibilità ad accogliere l'emozione altrui può rendere la persona troppo permeabile ad introiettare i contenuti al punto da subire un vero e proprio “contagio”, e ciò accade nella fase di gestazione, nelle prime fasi di sviluppo infantile e, in seguito, quando non vi è alcuna mediazione cognitiva. In questo caso la differenziazione tra sé e l'altro si annulla. 
È necessario anche prendere in considerazione l'idea che il contagio ha svolto un importante ruolo nella filogenesi e svolge ancora un ruolo positivo nelle fasi dello sviluppo, in particolare nella relazione madre-figlio. Possiamo quindi sostenere che la radice dell'empatia sta nelle prime manifestazioni di “contagio” emotivo. Infatti, la possibilità di empatizzare deriva proprio dall'attaccamento tra madre e figlio in cui si verifica un vero e proprio mimetismo affettivo in una fase in cui non vi è ancora differenziazione e non vi sono confini, in quanto non vi è neppure un Io. 
L'introiezione quindi, prima ancora di essere una difesa, è un meccanismo psichico che si può osservare nei primissimi mesi di vita del bambino. Nel primario rapporto madre-figlio, in questa diade importantissima per il processo evolutivo, si radicano vissuti che spesso perdurano per tutta la vita. All'inizio della sua vita, il bambino vive una forte dipendenza dalla madre, per cui si può dire che tra madre e figlio, nonostante sia stato reciso il cordone ombelicale, c'è una vera e propria simbiosi. Nella prima fase del rapporto, il bambino considera il seno della madre come un'appendice del proprio corpo; la presenza della madre che dà il latte è assimilata alla vita, la sua assenza alla morte. In questa fase orale del processo evolutivo l'atto dell'ingoiare, del mangiare, dell'incorporare ha una valenza psicologica estremamente importante al punto da condizionare, in positivo o in negativo, il successivo processo evolutivo.